# Legacy of Kain
Legacy of Kain je série videoher vydaných společnostmi Silicon Knights a Crystal Dynamics. Po bojích o titul hry pokračovala Crystal Dynamics bez Silicon Knights a Eidos Interactive se stali vydavatelé. Každá z her v sérii kombinovala prvky akční adventury a puzzle a vše se odehrává ve fiktivním světě Nosgoth.